# National Lacrosse League
National Lacrosse League (NLL) är en inomhuslacrosse-liga för herrar i Nordamerika, startad 1987. Ligan har nio lag; fyra från Kanada och fem från USA. Till skillnad från andra lacrosseligor som spelar under sommaren, spelas NLL under vintern. Varje år spelar de lag som gått till playoff för vinsten i Champion's Cup.